# Westlandgracht
De Westlandgracht is een oppervlaktewater, een straat en tot 1962 de naam van een wijk en is genoemd naar het Westland, het gebied ten westen van Delft en ten zuiden van Den Haag. Ook de straten in de buurt zijn genoemd naar plaatsen en streken in Zuid-Holland.
De gracht kreeg zijn naam in 1933 en werd aangelegd in de jaren 1920 op het grondgebied van de in 1921 geannexeerde gemeente Sloten. Deze gemeente had al plannen voor een nieuwbouwwijk ten westen van de Sloterkade, deze werden in gewijzigde vorm uitgevoerd door de gemeente Amsterdam als onderdeel van Plan West. De oostelijke kade kreeg ook de naam Westlandgracht en loopt van de Theophile de Bockstraat naar de Vlaardingenlaan en kent middelhoogbouw. Aan de westzijde is maar weinig bebouwing.  

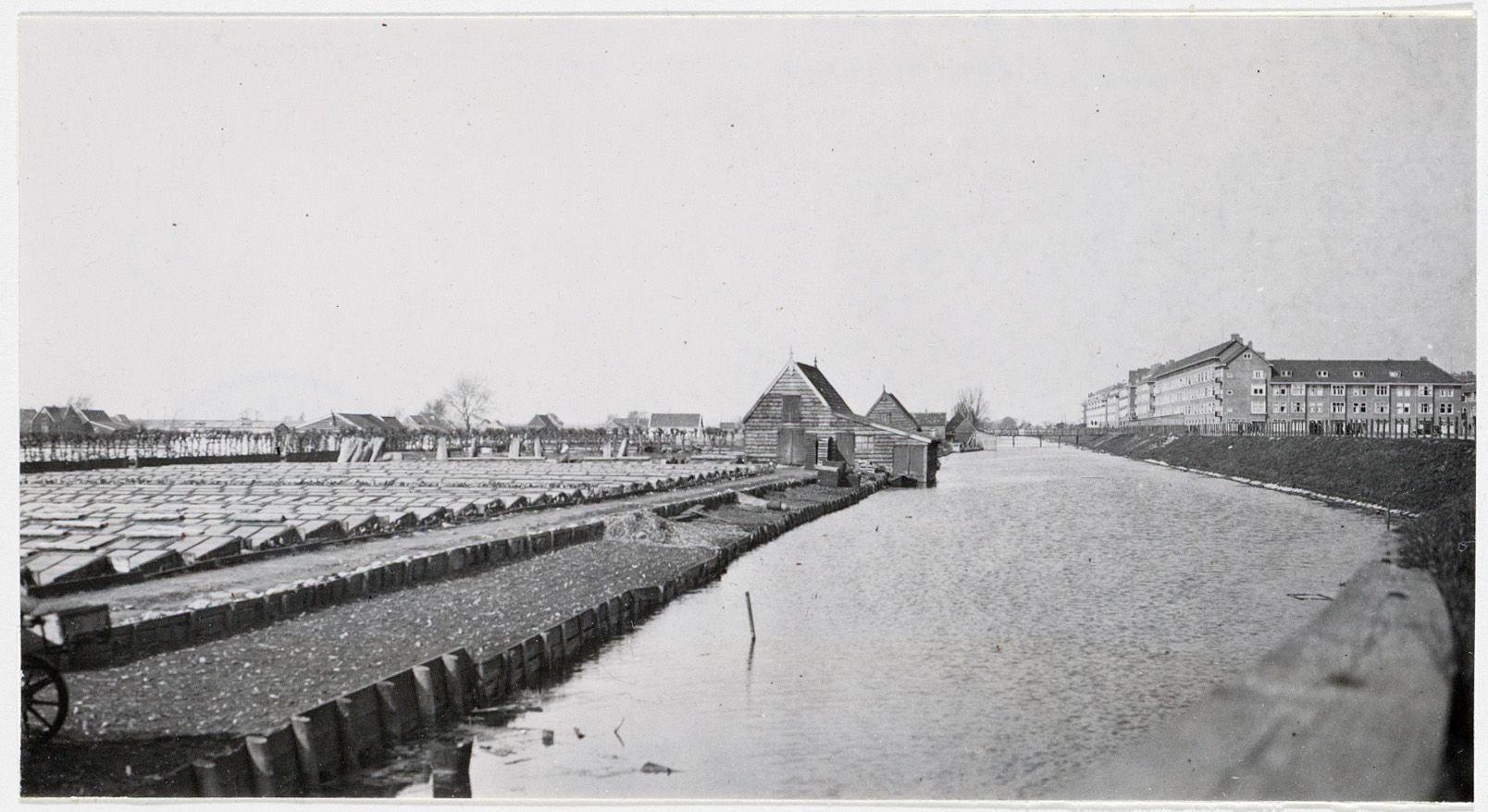
Westlandgracht in 1935 met links nog de tuinderijen

De gracht staat in verbinding met de Postjeswetering en is tussen de Cornelis Lelylaan en Heemstedestraat een stuk breder. Nabij de Heemstedestraat en de Delflandlaan ligt de Westlandgrachtschutsluis, die de peilscheiding vormt tussen het stadsboezempeil van de Westlandgracht (NAP -0.40) en de Slotervaart op polderpeil (NAP -2.10). 
Tot de indeling in stadsdelen maakte de wijk Westlandgracht sinds 1962 onderdeel uit van Overtoomse Veld. De Hoofddorppleinbuurt met de kade werd in 1990 ingedeeld bij het Stadsdeel Oud-Zuid. Het gedeelte tussen de Westlandgracht en de dijk van de Ringspoorlijn behoorde tot het stadsdeel Slotervaart. De Westlandgracht vormt de grens tussen de stadsdelen Nieuw-West en Zuid.

## Openbaar vervoer
Ter hoogte van de Heemstedestraat heeft tramlijn 2 aan weerszijden haltes genaamd 'Westlandgracht'.